# Connomyia annae
Connomyia annae là một loài ruồi trong họ Asilidae. Connomyia annae được Londt miêu tả năm 1993. Loài này phân bố ở vùng nhiệt đới châu Phi.